# Trifolium latifolium
Trifolium latifolium là một loài thực vật có hoa trong họ Đậu. Loài này được (Hook.) Greene miêu tả khoa học đầu tiên.